# Albana
Albana (Albana bijela) je grožđe debele kože koja joj nudi dobru zaštitu od plijesni. Od nje se pravi suho, polusuho ili poluslatko bijelo vino. Punog je tijela a iza nje ostaje ugodna lagana gorčina. Poluslatka Albana ima voćnu aromu.
Od okusa koji se u vinu mogu prepoznati su okus ananasa, meda i marelice. 

## Vanjske poveznice
- Mali podrum  Arhivirana inačica izvorne stranice od 28. rujna 2007. (Wayback Machine) - Albana; hrvatska vina i proizvođači